# 400 mètres féminin aux championnats du monde d'athlétisme en salle 2014
Navigation
2012 2016
Le 400 mètres féminin des Championnats du monde en salle 2014 s'est déroulé les 7 et 8 mars 2014 à l'Ergo Arena de Sopot, en Pologne.

## Résultats

### Finale
| Rang               | Athlète           | Nationalité | Temps   | Notes |
| ------------------ | ----------------- | ----------- | ------- | ----- |
| Médaille d'or      | Francena McCorory | États-Unis  | 51 s 12 |       |
| Médaille d'argent  | Kaliese Spencer   | Jamaïque    | 51 s 54 | PB    |
| Médaille de bronze | Shaunae Miller    | Bahamas     | 52 s 06 |       |
| 4                  | Justyna Święty    | Pologne     | 52 s 20 |       |
| 5                  | Patricia Hall     | Jamaïque    | 52 s 51 |       |
| 6                  | Joanna Atkins     | États-Unis  | 52 s 55 |       |

### Demi-finales
| Rang | Série | Athlète                | Pays        | Temps   | Notes     |
| ---- | ----- | ---------------------- | ----------- | ------- | --------- |
| 1    | 2     | Francena McCorory      | États-Unis  | 51 s 35 | Q         |
| 2    | 2     | Kaliese Carter         | Jamaïque    | 51 s 58 | Q, PB     |
| 3    | 2     | Shaunae Miller-Uibo    | Bahamas     | 51 s 63 | Q, SB     |
| —    | 2     | Kseniya Ryzhova        | Russie      | 51 s 64 | DQ        |
| 4    | 1     | Patricia Hall          | Jamaïque    | 52 s 82 | Q         |
| 5    | 1     | Justyna Święty-Ersetic | Pologne     | 52 s 97 | Q         |
| 6    | 1     | Joanna Atkins          | États-Unis  | 53 s 20 | Q         |
| 7    | 2     | Margaret Adeoye        | Royaume-Uni | 53 s 59 |           |
| 8    | 2     | Esther Cremer          | Allemagne   | 53 s 60 |           |
| —    | 1     | Denisa Rosolová        | Tchéquie    | DNF     |           |
| —    | 1     | Lisanne de Witte       | Pays-Bas    | DQ      | R163.2(b) |
| —    | 1     | Regina George          | Nigeria     | DNS     |           |

### Séries
| Rang | Série | Athlète                  | Pays                            | Temps   | Notes |
| ---- | ----- | ------------------------ | ------------------------------- | ------- | ----- |
| 1    | 1     | Regina George            | Nigeria                         | 51 s 60 | Q, SB |
| 2    | 3     | Shaunae Miller-Uibo      | Bahamas                         | 52 s 10 | Q, SB |
| 3    | 1     | Justyna Święty-Ersetic   | Pologne                         | 52 s 13 | Q, PB |
| 4    | 1     | Patricia Hall            | Jamaïque                        | 52 s 19 | q     |
| 5    | 2     | Kaliese Carter           | Jamaïque                        | 52 s 26 | Q     |
| 6    | 4     | Francena McCorory        | États-Unis                      | 52 s 37 | Q     |
| 7    | 4     | Denisa Rosolová          | Tchéquie                        | 52 s 37 | Q, PB |
| —    | 3     | Kseniya Ryzhova          | Russie                          | 52 s 47 | DQ    |
| 8    | 2     | Lisanne de Witte         | Pays-Bas                        | 52 s 61 | Q, PB |
| 9    | 2     | Joanna Atkins            | États-Unis                      | 52 s 61 | q     |
| 10   | 1     | Margaret Adeoye          | Royaume-Uni                     | 52 s 69 | q, SB |
| 11   | 4     | Esther Cremer            | Allemagne                       | 52 s 71 | q     |
| 12   | 4     | Kineke Alexander         | Saint-Vincent-et-les-Grenadines | 52 s 80 | PB    |
| 13   | 3     | Małgorzata Hołub-Kowalik | Pologne                         | 53 s 07 |       |
| 14   | 2     | Shana Cox                | Royaume-Uni                     | 53 s 10 |       |
| 15   | 3     | Nicky van Leuveren       | Pays-Bas                        | 53 s 34 |       |
| 16   | 3     | Melissa Caddie           | Guyana                          | 54 s 56 |       |
| 17   | 4     | Samantha Edwards         | Antigua-et-Barbuda              | 54 s 74 |       |

## Légende
Records et Performances
- AR : Record continental (area record)
- CR : Record des championnats (championship record)
- MR : Record du meeting (meet record)
- NR : Record national (national record)
- OR : Record olympique (olympic record)
- PR : Record paralympique (paralympic record)
- PB : Record personnel (personal best)
- SB : Meilleure performance personnelle de la saison (season's best)
- WL : Meilleure performance mondiale de l'année (world leader)
- WJR : Record du monde junior (world junior record)
- WR : Record du monde (world record)

Circonstances et Conditions
- DNF : N'a pas terminé (did not finish)
- DNS : N'a pas pris le départ (did not start)
- DQ : Disqualification (disqualification)
- NM : Aucun essai valable enregistré (No Mark)
- Q : Qualifié « directement » au prochain tour (ou à la prochaine compétition), lors d'une compétition majeure, grâce au classement ou à la réalisation des minima (automatic qualifier)
- q : Qualifié au prochain tour (ou à la prochaine compétition), lors d'une compétition majeure, grâce au repêchage ou à la réalisation de l'une des meilleures performances parmi celles des « non qualifiés directement » (grâce au meilleur temps ou à la meilleure distance par exemple) (secondary qualifier)